# Накидалюк Петро Іванович
Петро́ Іва́нович Накидалю́к (нар. 4 липня 1990, с. Плоска, Дубенський район, Рівненська область — пом. 11 березня 2015, с. Широкине, Волноваський район, Донецька область, Україна) — український військовослужбовець, танкіст, солдат Збройних сил України.

## Життєвий шлях
Народився 1990 року в селі Плоска на Рівненщині. У віці 4 роки втратив батька. Навчався у Дубенській середній школі № 3 до 8 класу — після смерті дідуся важкохворій бабусі потрібен був догляд, і Петро вирішив бути біля неї, тож 9-й клас закінчив у Плосківській загальноосвітній школі. Продовжив навчання в Дубенському професійно-технічному ліцеї. Від 17 років професійно займався спортом, — вихованець Дубенської районної спортшколи; кандидат у майстри спорту з армреслінгу.
Під час Революції Гідності перебував з товаришами на київському Майдані.
У зв'язку з російською збройною агресією проти України призваний за частковою мобілізацією 28 серпня 2014-го; покидаючи обійстя, на воротах вивісив Український прапор.
Солдат, механік-водій 17-ї окремої танкової бригади, в/ч А3283, м. Кривий Ріг.
З 19 вересня брав участь в антитерористичній операції, у кількох бойових виходах. В складі підрозділу забезпечував підсилення оборони окремого загону спецпризначення Нацгвардії «Азов» в районі Маріуполя.
Загинув 11 березня 2015, під час виконання бойового завдання біля села Широкине. В штабі оборони Маріуполя повідомили, що за день противник 7 разів обстрілював позиції в Широкиному з мінометів калібру 120 мм та стрілецької зброї, працював ворожий снайпер.
15 березня на центральній площі райцентру Дубно до 5000 чоловік прийшли попрощатись із загиблим земляком. Із свічками та на колінах люди стояли до самого виїзду з міста. 16 березня до 3000 людей прощало Петра в рідному селі Плоска.
Залишилися мати Неоніла Олексіївна Шатнік і сестра.

## Нагороди та відзнаки
- Указом Президента України № 573/2015 від 10 жовтня 2015 року, «за особисту мужність і високий професіоналізм, виявлені у захисті державного суверенітету та територіальної цілісності України, вірність військовій присязі», нагороджений орденом «За мужність» III ступеня (посмертно)[5].
- Нагороджений відзнакою УПЦ КП — медаллю «За жертовність і любов до України»[6].

## Вшанування пам'яті
- У травні 2015 на фасаді Плосківської ЗОШ І-ІІ ступенів відкрито меморіальну дошку Петру Накидалюку[7].
- 5 вересня 2017 на фасаді будівлі Дубенської ЗОШ № 3 І-ІІІ ступенів відкрито та освячено меморіальну дошку Петру Накидалюку[6].
- Почесний громадянин Дубна (посмертно; 2023)